# Rio Woronora
O rio Woronora é um rio australiano, no Estado de Nova Gales do Sul.